# Pohrebiska
Pohrebiska (ukr. Погребівка) – wieś na Ukrainie w rejonie rohatyńskim obwodu iwanofrankiwskiego.
Przed 1939 r. wieś w gminie Janczyn.